# Showdown (Pendulum)
Showdown è un singolo del gruppo musicale australiano Pendulum, pubblicato il 5 gennaio 2009 come quarto estratto dal secondo album in studio In silico.

## Video musicale
Il video, reso disponibile per la visione il 27 gennaio 2009 attraverso il canale YouTube del gruppo, mostra una ragazza che, in seguito al suo rapimento da parte di alcuni uomini, è costretta a combattere contro un'altra ragazza. Terminato il combattimento, dove è risultata vincitrice, la ragazza riesce a fuggire a bordo di un'automobile.

## Tracce
CD promozionale (Regno Unito)
1. Showdown – 3:22 – versione radiofonica

12" (Regno Unito)
- Lato A

1. Showdown – 5:27

- Lato B

1. Showdown (Excision Remix) – 4:47

Download digitale
1. Showdown – 5:27
2. Showdown (Radio Edit) – 3:22
3. Showdown (DJ Clipz Remix) – 4:52
4. Showdown (Excision Remix) – 4:47
5. Showdown (Red Light Remix) – 5:09
6. Showdown (Live at Brixton Academy) – 7:38

## Formazione
- Rob Swire – voce, sintetizzatore
- Peredur ap Gwynedd – chitarra
- Gareth McGrillen – basso
- Paul Kodish – batteria

## Classifiche
| Classifica (2008) | Posizione massima |
| ----------------- | ----------------- |
| Regno Unito       | 119               |